# Suhajda Dániel
Suhajda Dániel (született: Seres Dániel; Budapest, 1983. március 30. –) magyar színész.

## Életpályája
Gyermekkorától játszik színházban. Földessy Margitnál tanult 14 évig, majd a Nemzeti Színház stúdiójában folytatta színészi tanulmányait, Jordán Tamás osztályában.
Kezdetektől a Jóban Rosszban sorozat egyik főszereplője, Fehér Roland karakterét alakítja. Emellett szinkronizál. Jelenleg a Hadart Társulatnál, a Bánfalvy Stúdióban valamint a Gergely Theaterben látható több darabban is.

## Magánélete
Első felesége Gerlits Réka színésznő volt, elváltak. Egy gyermekük született, Lázár. Második felesége, Farkas Fanni volt, elváltak. Két gyermekük született, Léna és Bella.
Nevét 2016-ban Seresről Suhajdára változtatta.

## Filmes és televíziós szerepei
- Szomszédok (1998-1999)
- Jóban Rosszban (2006-2017, 2018-2022) ...Fehér Roland
- Original Lager [8](2006)
- Hazatalálsz (2024) ...dr. Lambert